# Hans Cohn
Pour les articles homonymes, voir Cohn.
Hans Cohn Silber (Breslau, 15 décembre 1897 - Ville de Guatemala, 5 novembre 1964), est un compositeur d'études d'échecs et un expert des finales allemand de famille juive, installé au Guatemala en 1930.

## Biographie
Il était né de Sigmund Cohn et Rosa Silber. On sait très peu de sa jeunesse, sauf qu'il joua dans des tournois d'échecs en Allemagne et en Pologne. En 1929, il décida d'émigrer à l'étranger pour éviter la persécution des juifs en Allemagne. Sa première idée était d'aller aux États-Unis, mais le navire espagnol Galicia arriva dans le port de Puerto Barrios au Guatemala et il décida de ne pas continuer le voyage pour les États-Unis et de s'installer au Guatamala en 1930. Il amenait avec lui son épouse, la polonaise Elizabeth Pollag. Il travailla comme enseignant de langues (il connaissait l'allemand, l'anglais et la langue juive) et sa femme trouva un emploi comme cuisinière dans l'ambassade d'Angleterre.
Il participa à de nombreux tournois au Guatemala, gagnant très souvent, mais il n'a jamais remporté le titre de champion du pays.

## Publications
Hans Cohn a écrit quatre livres d'échecs en espagnol :
- 64 lances humorísticos de ajedrez (1938)
- Maestros latino-americanos y finales artisticos (1940, Maîtres d'Amérique latine)
- De la Aperturas al Finales
- Ajedrez en Guatemala (Échecs au Guatemala)